# 용동초등학교 (전북)
용동초등학교는 대한민국 전북특별자치도 김제시에 있는 공립 초등학교이다.

## 학교 연혁
- 1950. 04. 20	용동국민학교(학생수 75명)으로 개교
- 1984. 03. 01	용동국민학교 병설유치원 개원
- 1988. 03. 01	특수학급 설치
- 1996. 03. 01	용동초등학교로 교명 개명
- 2005. 09. 31	실내화장실 신축공사 (104,074,000원)
- 2005. 10. 31	유치원현관 및 자료실 설치 (4,752,000원)
- 2010. 03. 01	7학급 편성(일반 6학급, 특수 1학급)
- 2013. 09 .01	제 24대 양현주 교장 부임
- 2014. 02. 12	제 60회 졸업(총인원 2,731명)

## 참고 자료
- 용동초등학교 - 한국교육학술정보원 학교알리미